# ستيفن جيه كانيل
ستيفن جيه كانيل (بالإنجليزية: Stephen J. Cannell)‏ هو منتج أفلام وكاتب وروائي وكاتب سيناريو ومخرج وممثل أمريكي، ولد في 5 فبراير 1941 بلوس أنجلوس في الولايات المتحدة، وتوفي في 30 سبتمبر 2010 بباسادينا في الولايات المتحدة بسبب سرطان. من الجوائز التي نالها جائزة إيمي.

## أعمال

### أفلام
- (2002) نصف ميت
- (2010) فريق النخبة[6][7][8]
- (2012) 21 شارع جامب
- (2014) 22 شارع جامب

### مسلسلات
- كاسل
- هانتر

## جوائز
- جائزة إيمي

## وصلات خارجية
- ستيفن جيه كانيل على موقع IMDb (الإنجليزية)
- ستيفن جيه كانيل على موقع ألو سيني (الفرنسية)
- ستيفن جيه كانيل على موقع أول موفي (الإنجليزية)
- ستيفن جيه كانيل على موقع قاعدة بيانات الأفلام السويدية (السويدية)
- ستيفن جيه كانيل على موقع إن إن دي بي (الإنجليزية)
- ستيفن جيه كانيل على موقع قاعدة بيانات الفيلم (الإنجليزية)
- ستيفن جيه كانيل على موقع كينوبويسك (الروسية)